# Beinsdorp
Beinsdorp est un village de la commune néerlandaise de Haarlemmermeer, situé dans la province de Hollande-Septentrionale. Le 1er janvier 2020, la population s'élevait à 884 habitants.
Le village est situé dans l'ouest de la commune, à 7 km de Hoofddorp.
Créé en 1966, le village a repris le nom d'une ancienne île disparue lors de l'assèchement du lac de Haarlem au XIXe siècle.